# Canthigaster pygmaea
Canthigaster pygmaea es una especie de peces de la familia Tetraodontidae en el orden de los Tetraodontiformes.

## Morfología
Los machos pueden llegar alcanzar los 5,6 cm de longitud total.

## Hábitat
Es un pez de mar de clima tropical y asociado a los  arrecifes de coral que vive entre 2-30 m de profundidad.

## Distribución geográfica
Se encuentra en el Mar Rojo.

## Observaciones
Es inofensivo para los humanos.